# Palmerola (España)
Palmerola es una entidad de población española del municipio de Les Llosses, perteneciente a la provincia de Gerona, en la comunidad autónoma de Cataluña.

## Historia
Hacia mediados del siglo XIX, el lugar, por entonces con ayuntamiento propio, tenía contabilizada una población de 219 habitantes. Aparece descrito en el duodécimo volumen del Diccionario geográfico-estadístico-histórico de España y sus posesiones de Ultramar de Pascual Madoz con las siguientes palabras:

PALMEROLA: l. con ayunt. en la prov. de Gerona, part. jud. de Ribas, aud. terr., c. g. de Barcelona, dióc. de Solsona: sit. á la falda de una grande montaña, con buena ventilacion y clima frio, pero sano. Este pueblo se halla en la línea divisoria de este part., con el de Berga de la prov. de Barcelona, al cual deberia pertenecer atendida su posicion topográfica, pues hallándose interpuesta la citada montaña entre él y el part. de Ribas, le son mas fáciles las comunicaciones con el de Berga. Tiene 60 casas diseminadas y una igl. parr. (San Vicente), servida por un cura de primer ascenso de patronato real. El térm. confina con Frontañá del part. de Berga, Viladonja, Matamala y Massanos. El terreno es escabroso y de ínfima calidad; le cruan varios caminos locales de herradura. prod.: trigo y legumbres; cria ganado y caza de distintas especies. pobl.: 40 vec., 219 almas. cap. prod.: 1.336,000 rs. imp.: 33,400.
(Madoz, 1849, p. 622)

El municipio de Palmerola desapareció en 1991, al incorporarse al de Les Llosses. En 2023, la entidad singular de población tenía empadronados dieciocho habitantes.

## Demografía
| Gráfica de evolución demográfica de Palmerola entre 1842 y 1991 |
| |
| Población de derecho según los censos de población del INE Población de hecho según los censos de población del INEEntre el censo de 2001 y el anterior, este municipio desaparece porque se integra en el municipio Les Llosses |